# ベラルースカヤ駅 (環状線)
座標: 北緯55度46分36秒 東経37度35分02秒 / 北緯55.776766度 東経37.583799度
ベラルースカヤ駅（ベラルースカヤえき、ロシア語: Белорусская）は、モスクワ地下鉄5号線環状線の駅。鉄道のベラルースキー駅（ベラルーシ行き列車の発着駅）と接続している。
環状線のベラルースカヤ駅はザモスクヴォレーツカヤ線ともつながっており、そのため環状線の駅の方をザモスクヴォレーツカヤ線の駅と区別するためにベラルースカヤ・環状線駅と呼ぶこともある。

## 駅の場所
駅の正面口はベラルースカヤ広場の南西にある。

## 歴史
環状線は1950年に一部区間で開通していたが、1952年1月30日にベラルースカヤ駅まで延伸して開通、同時に駅も開業した。環状線はその後1954年に全線が開通し、環状線として完成した。
2002年に爆弾テロが起き、大理石のベンチの下に仕掛けられていた爆弾が爆発して7人がけがをした。

## 装飾
駅構内は駅名にちなんでベラルーシ風の装飾となっており、大理石の白い支柱や精巧な漆喰塗りの天井などで装飾されている。天井には八角形のモザイク画が12枚埋め込まれており、ベラルーシの日常の様子が描かれている。また床にはベラルーシのキルトに似せた模様のタイルが張られている。
1998年に2つ目の改札口が作られるまでは「ソビエト・ベロルシア」と呼ばれる彫像がプラットフォームの端に立っていたが、これは改札口建設に伴い撤去されている。ザモスクヴォレーツカヤ線のベラルースカヤ駅との間の渡り廊下には「ベラルーシの同志」と呼ばれる彫像が立っている。

## 乗り換え
- ベラルースカヤ駅（モスクワ地下鉄2号線ザモスクヴォレーツカヤ線）
- ベラルースキー駅（鉄道駅）

## ギャラリー

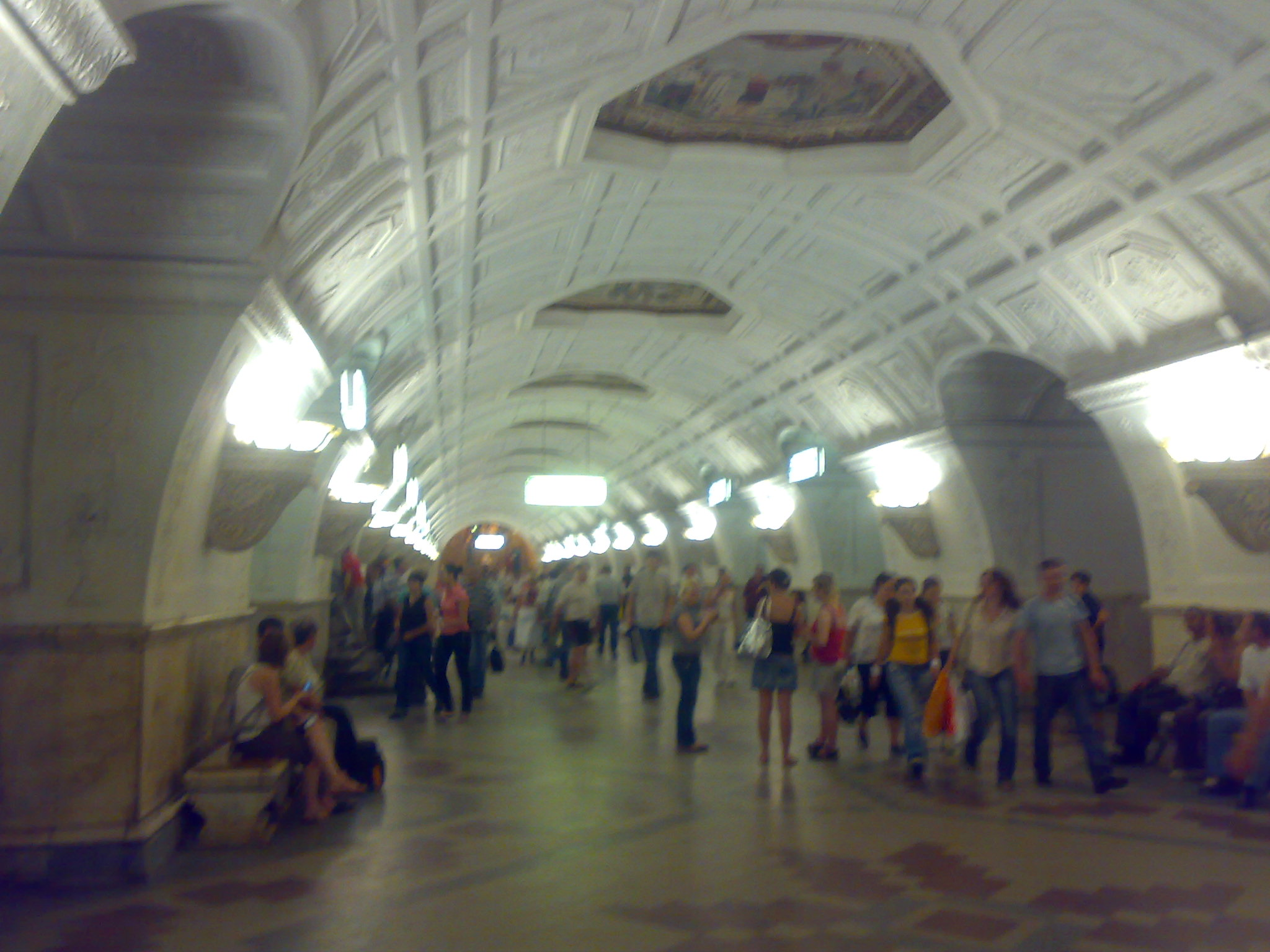
ベラルースカヤ駅 - 内装